# Heinrich Bayer (Bildhauer)
Heinrich Bayer war ein deutscher Bildhauer. Er lebte in den 1920er Jahren in Dortmund.

## Werke
- Kriegerdenkmal 1870/1871 in Hamm

Auf der Spitze des Denkmals steht ein Standbild der Germania mit einer Fahne.
- Kriegerdenkmal 1914–1918 in Kamen

Das Denkmal, dessen architektonischer Teil vom Kamener Stadtbaurat Reich entworfen wurde, zeigt auf dem Sockel einen stehenden Löwen.
- Kriegerdenkmal 1914–1918 in Menden (Sauerland)

Das Denkmal steht in einer Grünanlage an der Iserlohner Landstraße, es stellt auf dem Sockel die Liegefigur eines erschlagenen, nackten Kriegers mit gebrochenem Schwert dar. Den Bronzeguss führte die Bildgießerei von August Bischoff in Düsseldorf-Oberkassel aus.